# Seyi Olofinjana
Oluwaseyi George Olofinjana (ur. 30 czerwca 1980 w Lagos) – piłkarz nigeryjski grający na pozycji defensywnego pomocnika.

## Kariera klubowa
Olofinjana zaczynał swoją karierę w małym klubiku FC Crown Ogbomoso. Pierwszym profesjonalnym klubem w karierze Seyi był Kwara United. W 1999 roku mając niespełna 19 lat zadbeiutował w barwach tego klubu w ekstraklasie nigeryjskiej. W 2000 roku wywalczył w nim miejsce w pierwszej jedenastce na środku pomocy, jednak nie zdołał pomóc klubowi w uniknięciu degradacji do drugiej ligi. W drugiej lidze w Kwarze grał w latach 2001–2002 i następnie wyjechał do Europy.
Pierwszym europejskim klubem w karierze Olofinjany był Brann z Norwegii, do którego Nigeryjczyk trafił w lutym 2003 tuż przed rozpoczęciem sezonu. Podpisał 3-letni kontrakt, a transfer zasponsorowała firma Auto23, która zapłaciła za zawodnika 95 tysięcy dolarów. W Tippeligaen zadebiutował 14 kwietnia 2003 w zremisowanym wyjazdowym meczu z Lyn Fotball. W drużynie z Bergen był ustawiany na pozycji ofensywnego pomocnika. Dzięki grze ofensywnej zdobył 9 goli w Tippeligaen i szybko stał się jedną z gwiazd zespołu. Rundę wiosenną sezonu 2004 także spędził w lidze norweskiej, a latem było raczej pewne, iż odejdzie do silniejszego klubu.
W letnim oknie transferowym 2004 Olofinjana otrzymał oferty z takich klubów jak FC København, Rosenborg BK, AS Monaco czy AJ Auxerre. Ostatecznie wybrał jednak Wolverhampton Wanderers, który w lipcu zapłacił za niego 1,7 miliona funtów. W Football League Championship Olofinjana zadebiutował w 1. kolejce, 8 sierpnia 2004 w przegranym 1:2 wyjazdowym meczu ze Stoke City. W sezonie 2004/2005 szybko wkomponował się w zespół "Wilków" i rozegrał w nim aż 42 ligowe mecze (na 46 możliwych), w których to zdobył 5 goli (swojego pierwszego w przegranym 1:2 meczu z Ipswich Town). Z Wolves zajął jednak dopiero 9. pozycję, co jak na spadkowicza z Premiership nie było najlepszym wynikiem. Sezon 2005/2006 był jednak dla Seyi dużo gorszy niż poprzedni. Miał problemy z wywalczeniem miejsca w składzie i zagrał tylko w 13 ligowych meczach, a do tego kibice krytykowali go, że pomimo dobrych warunków fizycznych nie gra twardo w obronie. W październiku 2005 dodatkowo przytrafiła mu się kontuzja pleców, co spowodowało, że stracił kilka miesięcy na leczenie. W kolejnych sezonach był jednak ponownie podstawowym zawodnikiem "Wilków".
26 lipca 2008 roku Olofinjana przeszedł do beniaminka Premiership, Stoke City. Zapłacono za niego sumę 3 milionów funtów. W nowym zespole zadebiutował 16 sierpnia w ligowym meczu z Boltonem Wanderers. 14 września w spotkaniu z Evertonem. Sezon 2008/2009 zakończył z 18 ligowymi występami. W sierpniu 2009 roku przeszedł do Hull City. W nowym klubie zadebiutował 15 sierpnia w meczu z Chelsea. Z Hull był wypożyczany do Cardiff City oraz Sheffield Wednesday. W 2014 roku występował w norweskim Starcie i tam zakończył karierę.
| Sezon   | Klub                    | Kraj     | Rozgrywki            | Mecze | Bramki |
| ------- | ----------------------- | -------- | -------------------- | ----- | ------ |
| 1999    | Kwara United            | Nigeria  | Premier League (NGA) | ?     | ?      |
| 2000    | Kwara United            | Nigeria  | Premier League (NGA) | ?     | ?      |
| 2001    | Kwara United            | Nigeria  | druga liga           | ?     | ?      |
| 2002    | Kwara United            | Nigeria  | druga liga           | ?     | ?      |
| 2003    | Brann                   | Norwegia | Tippeligaen          | 25    | 9      |
| 2004    | Brann                   | Norwegia | Tippeligaen          | 9     | 2      |
| 2004/05 | Wolverhampton Wanderers | Anglia   | Championship         | 42    | 5      |
| 2005/06 | Wolverhampton Wanderers | Anglia   | Championship         | 13    | 0      |
| 2006/07 | Wolverhampton Wanderers | Anglia   | Championship         | 44    | 8      |
| 2007/08 | Wolverhampton Wanderers | Anglia   | Championship         | 36    | 3      |
| 2008/09 | Stoke City              | Anglia   | Premier League       | 18    | 2      |
| 2009/10 | Hull City               | Anglia   | Premier League       | 19    | 1      |
| 2010/11 | Cardiff City            | Walia    | Championship         | 39    | 6      |
| 2011/12 | Hull City               | Anglia   | Championship         | 3     | 0      |
| 2012/13 | Hull City               | Anglia   | Championship         | 12    | 0      |
| 2012/13 | Sheffield Wednesday     | Anglia   | Championship         | 6     | 0      |
| 2013/14 | Sheffield Wednesday     | Anglia   | Championship         | 7     | 0      |
| 2014    | Start                   | Norwegia | Tippeligaen          | 7     | 0      |

## Kariera reprezentacyjna
W 1999 roku Olofinjana grał w sparingach oraz eliminacjach do Olimpiady w Sydney w reprezentacji Nigerii U-23. Ostatecznie nie został jednak powołany na sam turniej o złoty medal.
W pierwszej reprezentacji Nigerii Olofinjana zadebiutował 4 czerwca 2000 w wygranym 3:2 meczu z Malawi. Swój drugi występ w kadrze zaliczył dopiero 2 lata później, za kadencji Christiana Chukwu, a był to towarzyski mecz z Ghaną, wygrany 1:0.
W 2004 roku był członkiem kadry Nigerii na Puchar Narodów Afryki 2004. Zagrał tam we wszystkich grupowych meczach, ćwierćfinałowym oraz półfinałowym z Tunezją, w którym skutecznie wykorzystał jedenastkę w serii rzutów karnych. Nie grał w meczu o 3. miejsce z Mali, ale za zwycięstwo 2:1 otrzymał brązowy medal. W tym samym roku brał udział w Pucharze Jedności oraz meczach kwalifikacyjnych do Mistrzostw Świata w Niemczech. W 2006 roku przez kontuzję pleców nie wystąpił w turnieju o Puchar Narodów Afryki 2006.